# الأسرار الرسمية (فلم)
الأسرار الرسمية (بالإنجليزية Official Secrets) هو فليم سيرة ذاتية درامي، من بطولة كيرا نايتلي ومات سميث ومن إخراج جافن هود يحكي الفيلم قصة العميلة كاثرين غان في جهاز الاستخبارات البريطانية التي سربت مذكرة سرية تكشف عملية تجسس غير قانونية من قبل الولايات المتحدة للضغط على دبلوماسيي الأمم المتحدة المعنيين بالتصويت على مشروع قرار غزو العراق.

## قصة
تدور احداث الفيلم عن المترجمة كاثرين غان خلال فترة عملها في وكالة استخبارات بريطانية في مكتب GCHQ، وأثناء عملها تصل رسالة إلكترونية من فرانك كوزا الذي يعمل في وكالة المخابرات المركزية لوكالة الأمن القومي الأمريكية  يطلب فيها من كوزا المساعدة في عملية سرية وغير قانونية للتصنت وزعزعة مكاتب الأمم المتحدة، والضغط عليها للموافقة على غزو العراق.
وتقوم كاثرين غان بتسريب هذه الوثيقة لأحدى صديقاتها التي بدورها تقوم بايصالها إلى صحيفة ذا أوبزرفر فتنشرها.

## الأدوار والشخصيات
- كيرا نايتلي في دور كاثرين غان
- مات سميث في دور مارتن برايت
- ماثيو جود في دور بيتر بومونت
- ريس إيفانز في دور إد فوليامي
- آدم بكري في دور يسار غون
- أنديرا فارما في دور شامي تشاكرابارتي
- رالف فين في دور بن إيمرسون
- كونيل هيل في دور روجر ألتون
- تامسين جريج في دور إليزابيث ويلمشورست
- هاتي مورهان في دور إيفون ريدلي
- راي بانتاكي في دور كمال أحمد
- أنجوس رايت في دور مارك إليسون
- كريس لاركين في دور نايجل جونز
- مونيكا دولان في دور فيونا بيجيت
- كليف فرانسيس في دور الأدميرال نيك ويلكينسون
- جون هيفيرنان في دور جيمس ويلش
- كينيث كرانهام في دور القاضي هيام
- داريل دي سيلفا سفير تشيلي
- جاني دي في دور جان كليمنتس
- نسي لين في دور مي يونج
- كريس رايلي في دور جيري
- شون دولى في دور جون
- هاناكو فوتمان بدور نيكول موبراي
- جيريمي نورثهام  دور كين ماكدونالد

## روابط خارجية
- مقالات تستعمل روابط فنية بلا صلة مع ويكي بيانات